# Triodanis perfoliata
Triodanis perfoliata (лат.) — вид цветковых растений рода Триоданис (лат. Triodanis) семейства Колокольчиковые (лат. Campanuláceae).

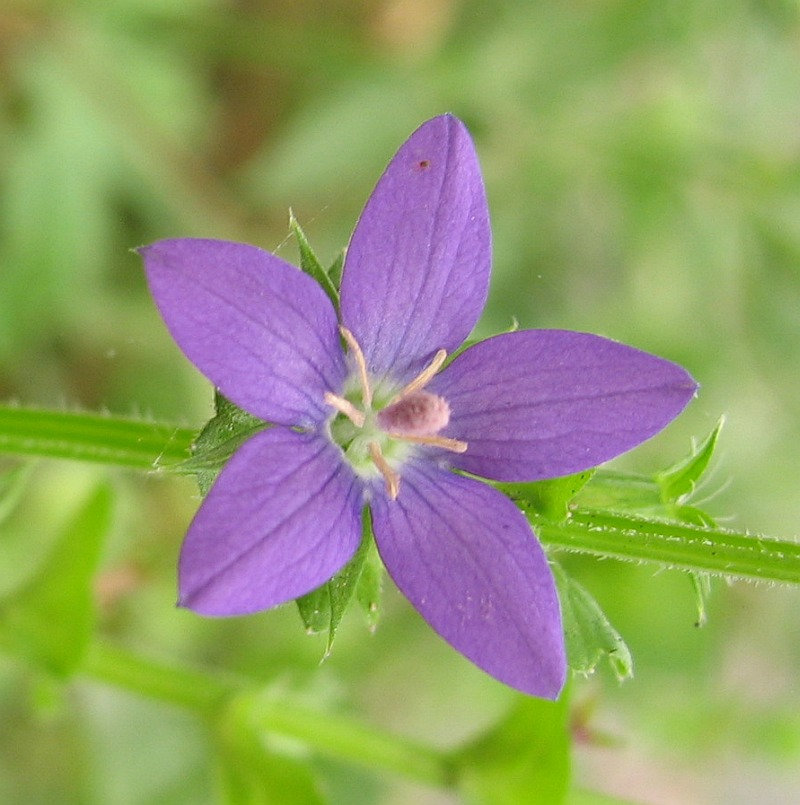
Цветок

## Ботаническое описание
Листья растения обычно от 8 до 11 мм длиной, округло-сердцевидные.
Цветки колоколообразные. Венчик от 8 до 10 мм длиной, тычинки 3,5 мм длиной.

## Распространение
Triodanis perfoliata встречается в США в Калифорнии.